# Charles Edward Adams
Charles Edward Adams (* 1. Oktober 1867 in Boston, Massachusetts; † 6. Oktober 1936 in Duluth, Minnesota) war ein US-amerikanischer Politiker (Republikanische Partei). Vom 25. Juni 1929 bis zum 6. Januar 1931 war er der 25. Vizegouverneur von Minnesota.
Adams’ Familie zog kurz nach seiner Geburt in den Westen von New York und 1882 in das Dakota-Territorium (North Dakota). Im Jahr 1900 ließ er sich in Duluth, Minnesota nieder.
Adams war seit 1902 mit Grace Mabel Tennant verheiratet. Das Paar hatte drei gemeinsame Kinder: John, Elizabeth und Mary.